# 라오스의 정부수상
라오스의 정부수상(라오어: ນາຍົກລັດຖະມົນຕີ ແຫ່ງ ສປປ ລາວ)는 라오스의 정부수반이다. 라오스 정부에서 가장 높은 직책을 맡고 있으며, 라오스의 행정부를 지휘하고 있다. 정부수상은 주석, 국민의회, 라오스 유일의 합법 정당인 라오인민혁명당(LPRP)에 책임이 있다. 현재 정부수상은 2022년에 선출된 소네사이 시판돈이다.
루앙프라방 왕국은 라오스 최초로 총리실을 설치한 국가이다. 1947년 비준된 라오스 왕국 헌법은 라오스 왕국의 총리직을 신설했다. 이 왕국은 1975년 12월 2일 전국인민대표대회가 라오 인민 민주 공화국을 수립하면서 폐지되었다. 의회는 총리실을 설치하여 그날 제1차 정부를 구성했다. 1982년 최고인민회의(SPA)는 정부의 의사 결정 과정을 규제하는 정부위원회에 관한 법률을 승인했다. 1991년 8월 14일 헌법이 승인되었고 정부수상은 주석에게 종속되었다.
헌법과 정부법에는 최소 20세를 제외하고는 정부수상으로 선출되는 데 필요한 자격을 규정하고 있지 않지만, 이 법에 따르면 정부수상 반드시 LPRP의 회원이어야 한다. 1975년 12월 2일, 공산당이 권력을 장악한 이후 모든 정부수상은 LPRP 중앙위원회와 당 정치국의 위원으로 활동해 왔다. 1975년 이후 7명의 정부수상 중 2명이 LPRP 사무총장을 겸임했지만 1998년부터는 일반적으로 사무총장이 주석을 겸임한다.
정부수상은 주석이 지명하고 국회에서 5년 임기로 선출된다. 지명자는 과반수의 표를 얻어야 선출되며, 공직자는 최대 2번의 임기를 수행할 수 있다. 정부수상은 정부의 기구와 구성을 통제할 책임이 있다. 정부수상은 장관급 공무원과 시도지사의 임명, 재배치 및 해임을 국회에 제안할 권리가 있으며 중앙, 지방 및 지방 자치 단체를 통제하고 모니터링할 권한이 있다.

## 역사

### 배경
라오스의 초대 정부수반은 1941년 8월 15일 루앙프라방 왕국의 총리로 임명된 펫사랏 라타나웡사였다. 1946년 8월 27일, 프랑스와 라오스의 협정으로 최초의 통일된 현대 라오스 국가인 라오스 왕국이 설립되었다. 새로운 헌법 제정을 위한 제헌 의회가 구성되었다. 라오스 왕국 헌법은 1947년 4월 28일, 제헌 의회에 의해 제정되었으며 1947년 5월 11일, 왕실령으로 공포되었다. 새 헌법에 따라 라오스는 "단일적이고 분리할 수 없는 민주적인 왕국"으로 정의되었고, 수바나랏 왕자는 라오스 왕국의 초대 총리였다. 1947년 3월 15일부터 1975년 12월 2일까지 7명의 총리가 라오스 왕국을 통치했다.

## 의무 및 권리

### 기간 제한
정부수상은 정부의 행정부를 이끌게 된다. 정부는 정부수상, 부수상, 장관 및 부처 위원장으로 구성된다. 정부의 임기는 국회와 동일하며 최대 5년이다. 정부 공무원은 2연임 이상 재임할 수 없으며 개인은 10년 동안 총리를 재임할 수 있다. 현직 정부는 후임 정부가 국회의 승인을 받으면 퇴임한다. 총리는 임기 중 사임하여 퇴임할 수 있다. 국회는 총리가 직무를 수행할 수 없는 경우 사임을 확인한다.

### 정부
헌법은 정부의 의무와 책임을 확립한다. 정부에 관한 법률은 헌법을 명확히 하여 정부의 권리를 확대한다. 두 문서 모두 정부가 헌법을 시행할 책임이 있다고 명시하고 있다. 정부는 국회가 제정한 법률과 결의안, 국회 상임위원회의 승인을 받은 법령 및 주석령을 이행할 수 있도록 보장한다. 정부는 의회에 법률 초안을 제출하고, 의회 상임위원회와 주석에게 주석령 초안을 제안하고, 주석령 초안을 제출할 수 있다.
정부는 경제 및 사회 관리, 국가의 행정 구조, 과학 기술 관리에 관한 법령과 결의안을 발표할 권리가 있다. 국가 자원, 환경, 국방, 안보 및 외교 문제에도 동일한 권리가 적용된다. 정부는 사회경제 계획과 국가 예산을 수립하여 국회에 제출하여 검토할 수 있다. 정부는 국회에서 통과된 결정, 수정안 및 무효화, 과세에 관한 의회의 결정을 검토하고 질문할 권리가 있으며, 국회와 상임위원회에 권고하고 위원회에 수수료 및 서비스 요금을 제안할 수 있다.